# Kingussie
Kingussie (gaelico scozzese: Ceann a' Ghiùthsaich;scots: Kineussie) è una cittadina nell'area amministrativa scozzese dello Highland. È uno stanziamento del Comune delle Highlands nella zona di Badenoch e Strathspey ed è la capitale del distretto di Badenoch. Si trova a 68 km sud di Inverness, 19 km sud di Aviemore e 5 km nord di Newtonmore, sua grande rivale nel gioco di shinty.

## Luoghi di interesse
- L'Highland Wildlife Park si trova molto vicino. Il Highland Folk Museum si trova a Newtonmore, 3 miglia (4,8 km) da Kingussie.
- Kingussie possiede una rete di sentieri ben segnalati e manutenuti; tra questi quello che conduce al Creag Bheag, una collina che domina da nord-ovest il paese, è particolarmente apprezzato per la facilità di accesso e la bellezza del panorama che si può osservare dalla cima del rilievo.[4]